# Largo Terreiro do Trigo
O Largo Terreiro do Trigo fica situado na freguesia de Santa Maria Maior, anteriormente na confluência das freguesias extintas de Santo Estêvão, São Miguel e Sé, em Lisboa.
O nome do largo deriva do edifício do Terreiro do Trigo, celeiro destinado ao abastecimento em cereais dos moradores de Lisboa.
O anterior Campo da Lã foi local de execuções durante o século XVII.